# Даніел Кіріце
Даніел Кіріце (рум. Daniel Chiriţă; нар. 24 березня 1974, Плоєшті) — румунський футболіст, захисник.

## Біографія
Розпочав грати у клубі «Петролул» з рідного міста Плоєшті, у складі якого став володарем кубка Румунії 1995 року.
У 1998 році недовго пограв за «Універсітатю» (Крайова), після чого перейшов у столичний «Рапід», з яким вигравав чемпіонат, Кубок та Суперкубок Румунії.
У 2002 році зіграв один матч за український «Шахтар» (Донецьк), але закріпитись не зумів і наступні три роки провів у російському «Зеніті» (Санкт-Петербург), у складі якого став володарем Кубка РФПЛ (2003). Покинув команду на початку 2005 року зі скандалом.
Після невдалих спроб перейти в «Шинник» і «Металіст» (Харків) відіграв сезон у клубі «Сталь» (Алчевськ).
З 2006 року виступав на батьківщині, де і завершив кар'єру. Після завершення кар'єри гравця став футбольним агентом.

## Досягнення
Петролул
- Володар Кубка Румунії: 1994–95

Рапід Бухарест
- Чемпіон Румунії: 1999
- Володар Кубка Румунії: 2001–02
- Володар Суперкубка Румунії: 1999

Зеніт
- Срібний призер чемпіонату Росії: 2003
- Володар Кубка Прем'єр-ліги: 2003